# 中国科学院哲学研究所
中国科学院哲学研究所是中国科学院大学的研究所，成立于2020年，下设5个研究中心：逻辑学与数学哲学中心、物质科学哲学中心、生命科学哲学中心、智能与认知科学哲学中心和科学与价值研究中心。